# 呂三十三型潜水艦
| 呂三十三型潜水艦（海中6型） | 呂三十三型潜水艦（海中6型）                                                |
| --------------------------- | -------------------------------------------------------------------------- |
| 呂号第三十三潜水艦          |                                                                            |
| 艦級概観                    |                                                                            |
| 艦種                        | 二等潜水艦                                                                 |
| 艦名                        |                                                                            |
| 前級                        | 呂二十九型潜水艦（特中型）                                                 |
| 次級                        | 呂三十五型潜水艦（中型）                                                   |
| 性能諸元                    |                                                                            |
| 排水量                      | 基準：700トン 常備：940トン 水中：1,200トン                                |
| 全長                        | 73.00 m                                                                    |
| 全幅                        | 6.70 m                                                                     |
| 吃水                        | 3.25 m                                                                     |
| 機関                        | 艦本式21号8型ディーゼル2基 電動機、2軸 水上：3,000馬力 水中：1,200馬力     |
| 速力                        | 水上：18.9 kt 水中：8.2 kt                                                 |
| 航続距離                    | 水上：12 ktで8,000海里 水中：3.5 ktで90海里                                |
| 燃料                        | 重油：108.7トン                                                            |
| 乗員                        | 61名                                                                       |
| 兵装                        | 40口径八八式 8 cm高角砲×1門 13 mm機銃×1挺 53 cm魚雷発射管×艦首4門 魚雷10本 |
| 備考                        | 安全潜航深度：75 m                                                         |

呂三十三型潜水艦（ろさんじゅうさんがたせんすいかん）は、大日本帝国海軍の潜水艦の艦級。海中6型（かいちゅうろくがた）とも。同型艦2隻。1942年と1943年にそれぞれ戦没。

## 概要
ワシントン軍縮条約締結以後の日本潜水艦は、主に一等（伊号）潜水艦の海大型、巡潜型が建造され、二等（呂号）潜水艦は暫く建造されなかった。ロンドン軍縮会議で潜水艦の保有も排水量で制限が設けられたため、大型潜水艦1隻を建造するより中型潜水艦を2隻建造する方が有利であるという考えで建造された。また戦時急造艦のプロトタイプとしての試作の目的もあった。
本型の寸法は今までの海中型とほぼ同じ大きさである。主機には新たに艦本式21号ディーゼル（元はヴィッカース式ディーゼル）を搭載した。出力が3,000馬力まで向上したため水上速力も19ノット弱まで向上した。また航続距離も12ノットで8,000海里とこちらも増大した。操縦性、凌波性もよく、居住性も改善されているため乗員の評判は良かったという。

## 艦歴
1931年（昭和6年）度の①計画で2隻が建造され、1935年（昭和10年）と翌々年に1隻ずつ竣工した。
太平洋戦争開戦時には第4潜水戦隊第21潜水隊に所属し、マレー、ジャワ方面での通商破壊戦に従事。1942年（昭和17年）5月にはポートモレスビー作戦を支援。その後もソロモン・ニューギニア方面で活動した。呂33は商船1隻を撃沈するも8月に戦没。呂34も翌年4月に戦没した。

## 同型艦
- 呂号第三十三潜水艦
  - 1935年（昭和10年）10月7日竣工（呉海軍工廠）。1942年（昭和17年）8月29日ポートモレスビー西方沖で豪駆逐艦の攻撃により戦没。
- 呂号第三十四潜水艦
  - 1937年（昭和12年）5月31日竣工（三菱神戸）。1943年（昭和18年）4月5日ラッセル諸島付近で米駆逐艦の攻撃を受け戦没。

## 潜水隊の変遷
呂33型は同型艦2隻からなるため、1個潜水隊を編成した。佐世保鎮守府に配備されたため、佐鎮の固有番号が与えられて第21潜水隊となった。

### 第二十一潜水隊
舞鶴鎮守府籍の呂33・呂34で編成。F1型からなる先代の第21潜水隊が、所属艦の除籍により昭和7年4月1日に解隊されて以来の2代目となる。新型の中型潜水艦のタッグという扱いやすい編成のため、潜水艦の現場から離れていた新米司令の育成に使用され、太平洋戦争ではジャワ島攻略に備えた哨戒と通商破壊に従事。その後はラバウルを拠点にソロモン・ニューギニア方面での哨戒任務に従事していたが、昭和17年8月29日に呂33が戦没したことにより10月5日に解隊された。
1937年(昭和12年)5月31日：呂33、呂34で編成。第21潜水隊司令魚住治策中佐。佐世保鎮守府部隊。
1938年(昭和13年)12月15日：第21潜水隊司令佐々木半九中佐。
1939年(昭和14年)11月15日：（兼）第21潜水隊司令水口兵衛中佐。
1940年(昭和15年)10月30日：呂33が予備艦となる。
1940年(昭和15年)11月15日：連合艦隊第4潜水戦隊。
1941年(昭和16年)8月11日：第21潜水隊司令加藤行雄中佐。
1941年(昭和16年)11月10日：第21潜水隊司令岩上英寿大佐。
1942年(昭和17年)3月10日：第三艦隊第6潜水戦隊。
1942年(昭和17年)4月10日：第四艦隊第7潜水戦隊。
1942年(昭和17年)7月14日：第八艦隊に第7潜水戦隊ごと転属。
1942年(昭和17年)8月29日：ポートモレスビー西方沖で呂33戦没。10月5日除籍。
1942年(昭和17年)10月5日：解隊。呂34は第7潜水戦隊直卒となる。
(1943年(昭和18年)4月5日：ラッセル諸島付近で呂34戦没。9月15日除籍。)